# Wrocław Różanka Wąskotorowy
Wrocław Różanka Wąskotorowy – dawna wąskotorowa stacja kolejowa we Wrocławiu, w dzielnicy Różanka, w województwie dolnośląskim, w Polsce. Została otwarta w 1898 roku i funkcjonowała do 1967 roku. W odległości około 700 metrów od stacji osobowej znajdowała się stacja towarowo-przeładunkowa. Na stacji rozpoczynała się bocznica do cukrowni "Różanka" (Zuckerfabrik Rosenthal), a także punkt styczny z oddaną do użytku w 1885 roku normalnotorową kolejową linią towarową z Wrocławia Sołtysowic.